# Johann Centurius von Hoffmannsegg
Johann Centurius Hoffmann Graf von Hoffmannsegg, (Dresden, 23 de agosto de 1766 — Dresden, 13 de dezembro de 1849) foi um botânico, entomologista e ornitólogo alemão.
Hoffmannsegg nasceu em Dresden e estudou em Leipzig e Göttingen. Viajou pela Europa adquirindo vasta coleção de plantas e animais. Visitou a Hungria, Áustria e Itália, em 1795-1796, e Portugal, de 1797 a 1801. Enviou sua coleção para Johann Karl Wilhelm Illiger, em Brunswick, para ele estudá-la.
Hoffmannsegg trabalhou em Berlim, de 1804 a 1816. Foi eleito membro da Academia de Ciências da Prússia em 1815. Foi o fundador do Museu Zoológico de Berlim em 1809. Hoffmannsegg propôs Illiger para a posição de curator, e todas as coleções de Hoffmannsegg foram então transferidas para Berlim.
O género de leguminosa,  Hoffmannseggia foi nomeado em sua honra.

## Livros
- 1843. Verzeichniss der Orchideen im Gräfl. Hoffmannseggischen Garten zu Dresden, nebst ihren Werthen, den Beschreibungen der darunter befindlichen neuen Arten, und einigen allgemeinen Bemerkungen über ihre sowohl praktische wie theoretische Behandlung, für 1843. Editor H.M. Gottschalck. 64 pp.
- 1826. Verzeichniss der pflanzenkulturen in den gräfl. Hoffmannseggischen Gärten zu Dresden und Rammenau. 2ª edição
- 1809. Flore portugaise ou description de toutes les plantes qui croissent naturellement en Portugal, avec figures coloriées, cinq planches de terminologie et une carte.
- 1808. Voyage en Portugal, fait depuis 1797 jusqu'en 1799. Vol. 1. Editor Dentu, xviii + 433 ver